# Chondrosida
I Condrosidi (Chondrosida Boury-Esnault & Lopès, 1985) sono un ordine di spugne della classe Demospongiae, che comprende unicamente la famiglia Chondrillidae.

## Tassonomia
- Ordine: Chondrosida Boury-Esnault & Lopès, 1985
  - Famiglia: Chondrillidae Gray, 1872 (sin.: Chondrosidae)
    - genere Chondrilla
    - genere Chondrosia
    - genere Thymosia
    - genere Thymosiopsis